# Антон Вайдінгер
Антон Вайдінгер (Anton Weidinger, 9 червня 1766, Відень — 20 вересня 1852 року, Відень) — автрсійський трубач, відомий як винахідник труби з клапанним механізмом.

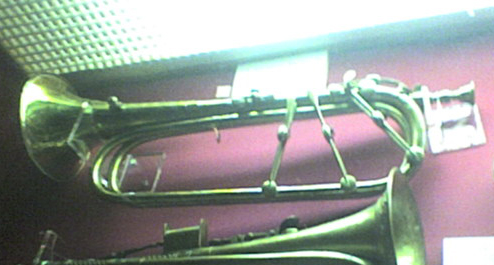
Труба з клапанним механізмом Вайдінгера в музеї музичних інструментів в Единбурзі

Винайдена ним у 1792 році труба з 5 клапанами дозволяла використовувати хроматичний звукоряд, що було неможливо на існуючих на той час натуральних трубах, які дозволяли грати лише звуки натурального звукоряду. Спеціально для Вайдінгер концерти написали Йозеф Гайдн (1796) і Ян Непомук Гуммель (1803). В середині XIX століття труба з клапанним механізмом Вайдінгера була витіснена трубами з вентильним механізмом.